# Lipotaxia
Lipotaxia là một chi bướm đêm thuộc họ Geometridae.

## Các loài
- Lipotaxia irregularis
- Lipotaxia perpulverosa
- Lipotaxia rotundata
- Lipotaxia rubicunda
- Lipotaxia segmentata
- Lipotaxia subvestita